# Mary Read
Mary Read, angleška piratka, * ok. 1685, † 1721.
Mary Read je bila angleška piratka na ladji 'Kaliko' Jacka.

## Življenje
Mary je njena mama vzgajala kot fanta zaradi tega, da bi od tašče, ki si je želela vnuka, pridobila denar. Nekateri so mislili da je fant, nekateri pa so vedeli, da je punca. 
Ko je odrasla, je postala vojak v britanski vojski in se bojevala v Holandiji, današnji Nizozemski. Nekega dne je šla na ladjo. Sredi potovanja jo je napadla piratska ladja 'Kaliko' Jacka. Prisilili so jo, da postane pirat. Čeprav so odkrili, da je ženska, so jo pustili delati kot pirat, saj je bila izurjena vojakinja.
Mary je odkrila, da je na ladji še ena ženska: Anne Bonny. Postali sta prijateljici. Bila sta dobri, vendar ko so pirate ujeli, so moške usmrtili, punci pa sta preživeli, ko sta razkrili, da pričakujeta otroka.
Zaradi neurejenih razmer je Mary umrla v zaporu leta 1721, usoda Anne pa ostaja skrivnost.
1. 1 2  Bell A. Encyclopædia Britannica — Encyclopædia Britannica, Inc., 1768.
2. ↑  A Historical Dictionary of British Women — 2 — Routledge, 2003. — P. 368. — ISBN 978-1-85743-228-2